# Рибін Володимир Олексійович (письменник)
Володимир Олексійович Рибін (рос. Владимир Алексеевич Рыбин, 13 вересня 1926, Кострома — пом.5 липня 2006, Москва) — радянський та російський письменник-фантаст та журналіст. Тривалий час очолював редакцію журналу «Искатель», був також головним редактором московського науково-фантастичного журналу «Сокол».

## Біографія
Володимир Рибін народився в 1926 році в Костромі. Перед початком радянсько-німецької війни майбутній письменник закінчив семирічну школу, після початку війни працює на оборонному заводі. У 1944 році Володимира Рибіна призивають в армію, і він стає курсантом піхотного училища в Ярославлі. Після закінчення військового училища він служить у Радянській Армії, а в 1953 році звільняється у запас у званні капітана. Після звільнення з військової служби Володимир Рибін вступає до Московського університету на факультет журналістики, який закінчує у 1958 році. Після закінчення університету Рибін тривалий час працює кореспондентом журналу «Советский Союз» та газети «Социалистическая индустрия». Як кореспондент центральних видань, Володимир Рибін багато подорожував по СРСР, є автором чисельних нарисів, які публікувалися у багатьох газетах і журналах, та пізніше увійшли до трьох документальних книг автора — "По древньому сліду «із варяг у греки» (1971), «Подорож у країну міражів» (1976), «Назустріч світанку» (1980). У 1974 році Володимир Рибін опублікував свої перші художні твори: повісті на військову тематику «Зоряний час майора Кузнецова» та «Іду на перехоплення», а також фантастичне оповідання «Земля кличе». Із 1974 року письменник опублікував 36 фантастичних творів, у числі яких 2 романи: «Планета простаків» і «Контролери Всесвіту», 8 повістей та 26 оповідань. Паралельно Володимир Рибін велику кількість повістей військово-патріотичної тематики. У 1982 році Володимиру Рибіну була присвоєна премія імені Миколи Островського. На думку частини літературних критиків, творчість Володимира Рибіна віддзеркалює в цілому середній рівень радянської фантастики 70—80 років ХХ століття, і вирізняється на її фоні лише дещо вищою літературною майстерністю.
З 1974 до 1986 року Володимир Рибін був головним редактором журналу фантастичної та пригодницької літератури «Искатель», а з 1991 до 2005 року був головним редактором московського науково-фантастичного журналу «Сокол».
Помер Володимир Рибін 7 липня 2006 року в Москві.

### Романи
- 1989 — «Холодный апрель»
- 1990 — «Непобежденные»
- 1996 — «Планета простаков»
- 1998 — «Поцелуй Иуды»
- 2002 — «Золотой капкан»
- 2002 — «Убить перевертыша»
- 2003 — «Контролеры Вселенной»
- 2005 — «Божий суд» (на основі однойменної повісті)
- 2005 — «Непобежденные»

### Повісті
- 1973 — «Взорванные ночи»
- 1974 — «Иду на перехват»
- 1974 — «Звёздный час майора Кузнецова»
- 1975 — «Пять зорь войны»
- 1975 — «Зеленый призрак»
- 1976 — «Трое суток норд-оста»
- 1976 — «Найди окно на окраине»
- 1978 — «И сегодня стреляют…»
- 1981 — «Самородок»
- 1983 — «Один день осени»
- 1983 — «Встречный бой»
- 1983 — «Цветок-бессмертник»
- 1983 — «Обычное задание»
- 1983 — «Матросов сообщает…»
- 1983 — «Расскажите мне о Мецаморе»
- 1984 — «Взорванная тишина»
- 1985 — «На войне чудес не бывает»
- 1985 — «Седьмая звезда»
- 1986 — «Интрига»
- 1987 — «Забытая высота»
- 1987 — «Под чужим небом»
- 1988 — «Ультиматум не принимается»
- 1990 — «Спасти царя»
- 1991 — «Золото храма»
- 1991 — «Приказ есть приказ»
- 1992 — «Закон тайги»
- 1992 — «Дедова переправа»
- 1992 — «Спасите наши души!»
- 1993 — «Семь дней в июне»
- 1993 — «Петров день»
- 1994 — «В Одессе всё спокойно»
- 1994 — «Вперед, пацаны!»
- 1995 — «Божий суд»
- 1998 — «Западня»
- 1999 — «Золотой омут»
- 2001 — «Гнев крови»
- 2004 — «Фронтовой роман»
- 2005 — «Приватизация»
- 2005 — «Фронтовой роман»
- 2005 — «Приказано выжить»
- 2005 — «Ступени рейхстага»
- 2006 — «Риск — благородное дело»
- 2006 — «С нами крестная сила»